# كريم (صيدلة)

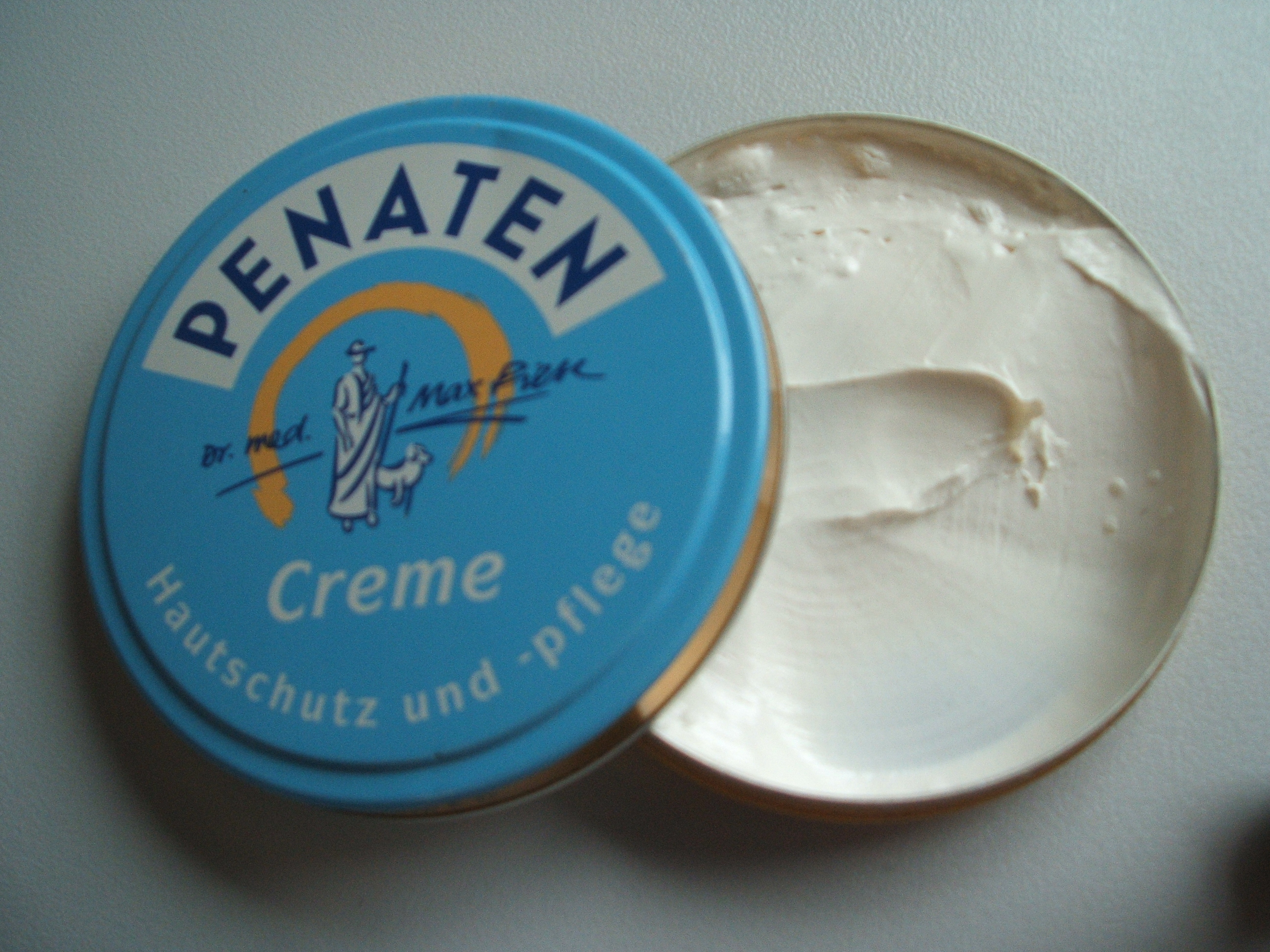

الرَّهِيم أو الكريم هو مستحضر موضعي يستخدم عادةً على الجلد. ايضاً تُسخدم الرَّهِيمات التي يتم وضعها على الاغشية المخاطية مثل الموجودة في المُستقيم والمَهْبل.
الرَّهِيم قد يكون مستحضر دوائي ،كما يمكن ان يكون مستحضر تجميلي اعتماداً على تقنيات طوَّرتها الصيدلة (علم تركيب الادوية)، والرَّهِيمات غير العلاجية التي تستخدم بشكل كبير في حالات الجلدية المتنوعة (الداء الجلدي). استخدام طرف الاصبع يساعدنا لمعرفة كمية الرَّهِيم التي نحتاجها لتغطية المناطق المختلفة.
الرَّهِيم هو شبه مستحلب جامد من الزيت والماء.
يُقسم إلى نوعين : كريم الزيت في الماء (o/w) الذي يتكوّن من قطرات صغيرة من الزيت منتشرة في الحالة المائية المستمرَّة .
والنوع الثاني هو كريم ماء في زيت (w/o) الذي يتكوَّن من قطرات صغيرة من الماء المنتشرة في الحالة الزيتية المستمرَّة.
كريم الزيت في الماء أكثر راحة في الاستخدام وأكثر تقبّلاً كمستحضر تجميلي لأنه اقل دهنية، كما انه أسهل في الغسل باستخدام الماء.
كريم الماء في الزيت أكثر صعوبة في التعامل، ولكن معظم الادوية التي يتم وضعها في الرَّهِيم هي كارهة للماء (hydrophobic) بالتالي تخرج اسرع من كريم الماء في الزيت مقارنة مع كريم الزيت في الماء. كما أن كريم الماء في الزيت أكثر ترطيباً لأنه يوفر حاجز زيتي يُقلل من فقدان الماء من الطَّبقة القَرْنيَّة ،الطبقة الخارجية من الجلد.

## الاستخدامات
- يُزوّد بطبقة لحماية الجلد.
- هذه الطبقة ممكن ان تكون فيزيائية أو كيميائية(حاجبة من أشعة الشمس)

- المساعدة على الاحتفاظ برطوية الجلد (مثل كريمات الماء في الزيت)
- التنظيف.

- إعطاء مفعول مرطب.
- مُذيب مُناسب لحَمل المواد الدوائية مثل المخدّر الموضعي، مضادات الالتهاب (مضادات الالتهاب الستيرويدية، مضادات الالتهاب اللاستيرويدية)، الهرمونات، المضادات الحيوية، مضادات الفطريات، المُهيّجات الموضعية.

- الرَّهِيم:هو شكل صيدلاني يحتوي على أكثر من 20% ماء وأقل من 50% من الكربونات المهدرجة، الشمع، بوليول كمُذيب.

وأيضاً ممكن أن يحتوي على واحد أو أكثر من مادة دوائية مُذابة أو مُعلّقة بكريم مُناسب.
وهذا المُصطلح (كريم) يعبر عن مادة شبه صلبة تحتوي نسبيّاً بتركيبتها على موائع إمّا ماء في الزيت (كولد كريم) أو مستحلبات الزيت في الماء مثل (فلوسينولون اسيتونيد).
حديثاً المصطلح يمتلك تحديد على المنتجات التي تتكون من مستحلبات الزيت في الماء أو المعلقات المائية ذات الدقائق البلورية للاحماض الدهنية الطويلة، أو الكحولات القابلة للغسل بالماء والأكثر قبولاً جمالياً وتجميلياً.
- ممكن استخدام الرَّهِيمات مهبليّاً مثال(تريبل سلفيت، كريم مهبلي) وايضاً لعلاج حروق الشمس.

## المكونات
هنالك 4 مكونات اساسية في الكولد كريم:
1. ماء
2. زيت
3. مستحلب
4. عامل تخثير

-الأشكال الصيدلانيّة الموضعيّة:
الرَّهِيم:مستحلب من الزيت في الماء بنسب متساوية تقريباً، إذ يخترق الطبقة المتقرنة للجلد بفعالية.
- كولد كريم

المرهم: يتكون من زيت 80% وماء 20% ويُشكّل طبقة فعّالة مانعة لفقد الماء والرطوبة.
الجل: يسيل فوق السطح الملامس له.
المعاجين: تتكون من 3 مركبات-زيت، ماء، بودرة:المرهم الذي يحتوي على بودرة مُعلّقة.
البودرة.
المروّخات.